# Світова система рифтів

Світова система рифтів (рос. мировая система рифтов, англ. world rift system; нім. Weltriftsystem n) — сукупність взаємопов’язаних великих сучасних і пізньокайнозойських зон розтягнення, розломів і грабенів у земній корі — рифтів (рис. 1, 2, фото), що утворює єдину систему на поверхні Землі загальною протяжністю понад 70 тис. км. 

## Історія
Світова система рифтів була відкрита в 50-х рр. XX ст. в ході геолого-геофізичних досліджень ложа океанів, у внутрішнії частинах яких знаходяться її головні ланки — серединно-океанічні хребти з приуроченими до їх осьових зон рифтовими долинами. 

## Розташування
Основний стовбур світової системи рифтів проходить через Північний Льодовитий і Атлантичний океани, виступаючи над рівнем моря в межах о. Ісландія, через південну і центральну частини Індійського океану, південну і східну частини Тихого океану. Від цього стовбура відходять відгалуження в північно-західній частині Індійського океану і південно-східній частині Тихого океану. Закінчення головного стовбура і деяких гілок світової системи рифтів підходять до берегів континентів і продовжуються в глибину їх у вигляді ряду внутрішньоконтинентальних рифтів у західній частині Північної Америки, в північно-східному Сибіру, Східній Африці й Аравії. 

## Параметри
Світова система рифтів характеризується аномально підвищеним тепловим потоком з надр, вулканічною і гідротермальною активністю, найбільшою в межах осьових зон серединно-океанічних хребтів, де відбуваються потужні виливи базальтів, що надходять з верхньої мантії, виходять на поверхню струмені перегрітої води, що несуть сполуки металів (Fe, Mn, Cu, Pb, Zn і ін.), а також частими землетрусами, неглибокі вогнища яких зосереджені в основному під рифтовими западинами. До океанічних ділянок світової системи рифтів приурочені смугоподібні магнітні аномалії. Поряд з сучасними геосинклінальними поясами, світова система рифтів належить до числа головних тектонічно активних областей Землі.